# Мелані Скленджер
Мел Скленджер  (англ. Mel Schlanger, 31 серпня 1986) — австралійська плавчиня, олімпійська чемпіонка та медалістка.

## Виступи на Олімпіадах
| Олімпіада   | Дисципліна                            | Місце                 |
| ----------- | ------------------------------------- | --------------------- |
| Пекін 2008  | естафета 4 × 100 вільним стилем       | 3                     |
| Пекін 2008  | естафета 4 × 200 вільним стилем       | 1 (попередні запливи) |
| Лондон 2012 | плавання на 100 метрів вільним стилем | 4                     |
| Лондон 2012 | естафета 4 × 100 вільним стилем       | 1                     |
| Лондон 2012 | естафета 4 × 200 вільним стилем       | 2                     |
| Лондон 2012 | комплексна естафета 4 × 100           | 2                     |